# Rosella Hightower
Rosella Hightower (Condado de Carter, Oklahoma, 10 de enero de 1920 - Cannes, Francia, 4 de noviembre de 2008) fue una bailarina estadounidense de etnia osage. 
Durante los años 1935-41 formó parte del Ballet Ruso de Montecarlo, en 1946-1947 del Ballet Ruso y en 1969-1972 fue nombrada directora del Ballet de la Ópera de Marsella. 
Fue la primera estadounidense que de 1964 a 1967 fue artista invitada del Grand Ballet classique de France. En sus últimos años, fue directora del Ballet del Teatro de Nancy (1973-1974) y profesora de Ballet del siglo XX del Conservatorio de Danza de Niza (1977-1980), año en que sucedió Violette Verdy en la dirección de la danza de la Ópera de París. 
- Datos: Q442839
- Multimedia: Rosella Hightower / Q442839